# Andrev Walden

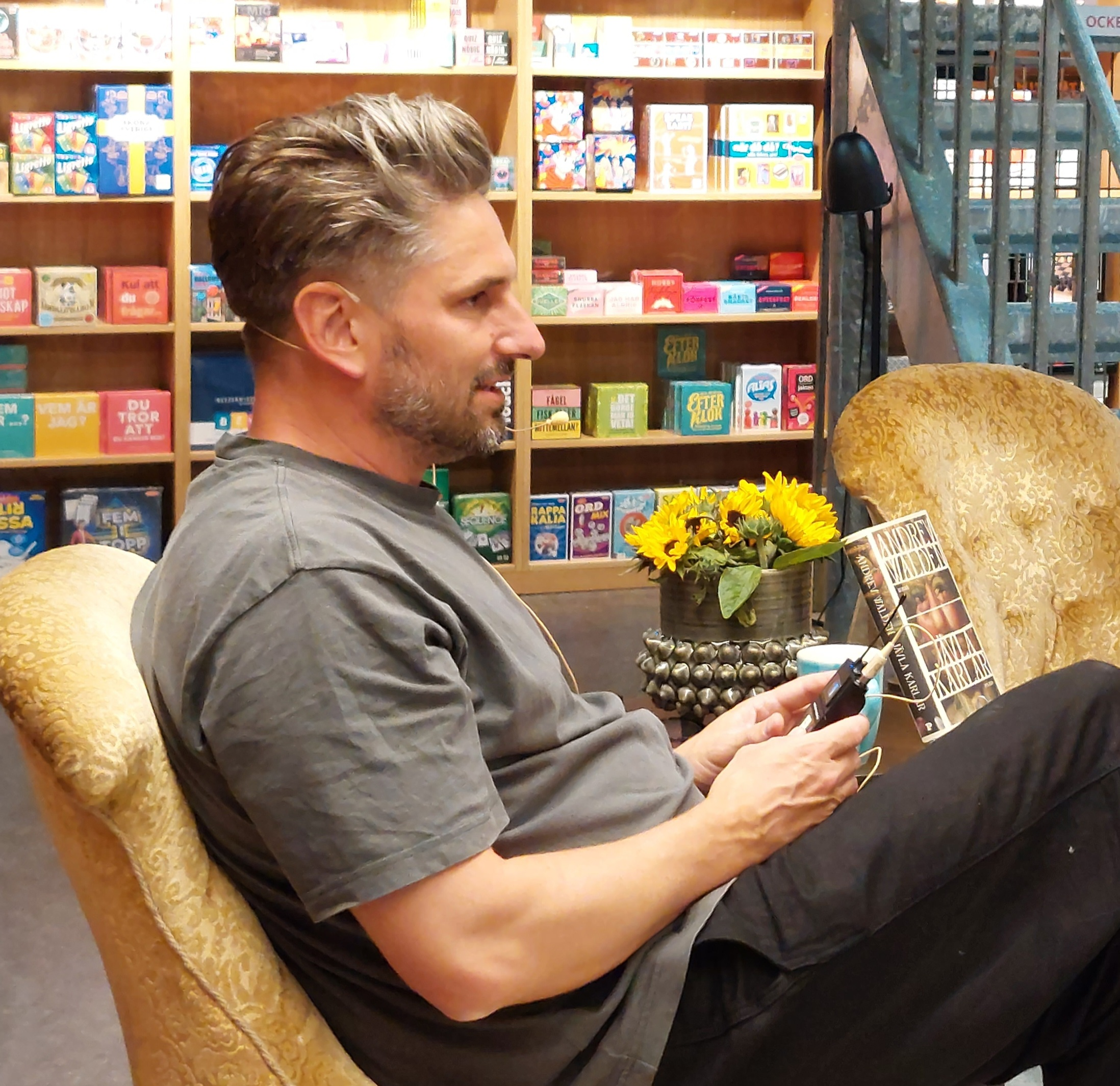
Andrev Walden pratar 2023 om sin romandebut Jävla karlar.

Andrev Igor Walden, född 14 maj 1976 i Mariefred i Södermanlands län, är en svensk författare, journalist och illustratör. Han skriver för Dagens Nyheter. Walden tilldelades Augustpriset 2023 för sin romandebut Jävla karlar, som också blev det årets bäst säljande svenska roman.

## Biografi
Walden växte upp i Norrköping. Född Delhaye, under en period Karlsson och senare Bergström. Som journalist har Walden under åren 2001-2013 arbetat för Svenska Dagbladet, Dagens Nyheter, Expressen och Aftonbladet. Han har vidare arbetat som redaktör och programledare för SVT:s populärvetenskapliga programserie Sociala monster samt som redaktör och manusförfattare för Barncancergalan och Filip och Fredriks program Breaking News och Alla mot alla. 2016 återvände Walden till Aftonbladet som kolumnist och skrev för tidningen till slutet av 2018 då han värvades till Dagens Nyheter. Han har även skrivit och bloggat för magasinet Café.
2016 utsågs Walden till hedersstipendiat av Astronomisk Ungdom med motiveringen att han ”använder sin plattform som journalist för att väcka intresse för rymden hos en bred allmänhet”. Utmärkelsen överräcktes av 2015 års hederstipendiat Christer Fuglesang.
2017 nominerades Andrev Walden till Stora Journalistpriset i kategorin Årets röst. Motiveringen löd "För att han i de stora frågorna hittar den vardagliga dramatiken och får oss att skrattandes se världen, familjen och oss själva i ett nytt och lite klokare ljus."
2018 utkom Walden med krönikesamlingen Ditt lilla mörker i ljuset på Bokförlaget Polaris. Walden har illustrerat boken själv och texterna kretsar framför allt kring ämnen som barnen, rymden och undergången.
2019 skrev Andrev Walden förordet till den svenska utgåvan av astrofysikern Neil Degrasse Tysons bok Astrofysik i ljusets hastighet.
I augusti 2023 romandebuterade Walden med Jävla karlar, också den på Bokförlaget Polaris. Romanen bygger på hans egen uppväxt. Romanen mötte god kritik och 27 november 2023 mottog han Augustpriset för årets skönlitterära verk. Jävla karlar tilldelades även Adlibrispriset för Årets debut, Stockholmspriset för Årets litteratur, BMF-plaketten och Sommarpriset. 
I juni 2024 utkom Walden med krönikesamlingen Den vidunderliga ordningen på Bokförlaget Polaris.
Under en period i början av 2010-talet drev Walden även den uppmärksammade bloggen Rymdslottet, där han med komiska seriestrippar försökte förklara avancerade astrofysikaliska fenomen.
2024 var Walden sommarvärd i Sommar i P1, där han pratade om natten.
2025 var Walden värd för Allvarligt talat i Sveriges Radio P1.